# Confédération Européenne de Volleyball
Die Confédération Européenne de Volleyball (CEV) ist der europäische Dachverband des Volleyballs. Der Hauptsitz des Verbands befindet sich in Luxemburg.

## Organisation
Die CEV wurde am 21. Oktober 1963 gegründet, doch der Sport hatte Europa bereits viele Jahre zuvor erreicht. Beim Kongress, der zur Gründung des Weltverbandes FIVB führte, kamen 1947 die Mehrzahl der Teilnehmer aus diesem Kontinent.
Mit der langen Tradition des Sports in Europa lässt sich auch die administrative Struktur begründen, die von der CEV benutzt wird und mit der Struktur der FIVB bezüglich Größe und Umfang rivalisiert. Die CEV ist der größte aller Volleyball-Verbände und sie organisiert die meisten jährlichen Wettbewerbe und Turniere.
Die CEV ist den einzelnen Nationalverbänden übergeordnet und organisiert kontinentale Wettbewerbe wie die prestigeträchtige Europameisterschaft (erstmals 1948), die Champions League, den CEV-Pokal, den Challenge Cup und die Europaliga. Sie ist auch an der Organisation von Qualifikationsturnieren für Olympische Spiele und Weltmeisterschaften sowie an internationalen Wettbewerben, die von Mitgliedsverbänden veranstaltet werden, beteiligt.

## Präsidium
Das derzeitige Präsidium (The Board of Administration) wurde am 24. August 2024 in Neapel (Italien) von den Vertreterinnen und Vertretern der 51 Mitgliedsverbände auf der Mitgliederversammlung (CEV General Assembly) gewählt. Die Amtszeit beträgt vier Jahre, im Olympiazyklus. Für das Amt des Präsidenten setzte sich Roko Sikirić in einer Stichwahl durch. Er folgt damit Aleksandar Boričić, der nicht mehr für das Amt kandidierte.
Als erster Vize-Präsident wurde Ivan Knežević (SRB) und als zweiter Vize-Präsident Eric Tanguy (FRA) gewählt. Weitere Vize-Präsidentinnen und Präsidenten sind Guy Juwet (BEL), Leonel Salgueiro (POR), Clodagh Nic Canna (IRL), Marek Rojko (SVK), Metod Ropret (SLO), Annika Sjöberg (SWE). Als Mitglieder des Präsidiums (Board Member) wurden zudem Eric Adler (DEN), Alisa Cesnuleviciute (LTU), Margaret Ann Fleming MBE (SCO), Lubomir Ganev (BUL), Jalil Jafarov (AZE), Petar Jovanovski (MKD), Emma Labrador (GIB), Marek Pakosta (CZE) und Arturs Vitkovskis (LAT) von der Mitgliederversammlung gewählt.

## Mitgliedsverbände
Europa gilt als stärkster Kontinent im Volleyball. Die CEV stellt meistens mehr Teilnehmer an internationalen Wettbewerben als jeder andere Verband.
Führende Ligen in Europa sind Russland und Italien. Hinzu kommen Polen bei den Männern sowie die Türkei und Aserbaidschan bei den Frauen. In Deutschland und Frankreich gibt es nur wenige Mannschaften, die hier leistungsmäßig mithalten können.
Die folgende Tabelle zeigt die derzeit 56 Mitgliedsverbände der CEV in alphabetischer Reihenfolge.
| Code | Land                    | Verband                                                                     | Link |
| ---- | ----------------------- | --------------------------------------------------------------------------- | ---- |
| ALB  | Albanien                | Federata Shqiptare e Volejbollit                                            |      |
| AND  | Andorra                 | Federació Andorrana de Voleibol                                             |      |
| ARM  | Armenien                | Hajastani Hanrapetutjan wolejboli federazia                                 |      |
| AUT  | Österreich              | Österreichischer Volleyballverband                                          |      |
| AZE  | Aserbaidschan           | Azerbaycan Voleybol Federasyonu                                             |      |
| BEL  | Belgien                 | Fédération Royale Belge de Volleyball Koninklijk Belgisch Volleybal Verbond |      |
| BIH  | Bosnien und Herzegowina | Odbojkaški savez Bosne i Hercegovine                                        |      |
| BLR  | Belarus                 | Belaruskaja federazyja walejbola                                            |      |
| BUL  | Bulgarien               | Bulgarska Federazija Wolejbol                                               |      |
| CRO  | Kroatien                | Hrvatska odbojkaška udruga                                                  |      |
| CYP  | Zypern                  | Kypriaki Omospondia Petosferisis                                            |      |
| CZE  | Tschechien              | Český volejbalový svaz                                                      |      |
| DEN  | Dänemark                | Dansk Volleyball Forbund                                                    |      |
| ENG  | England                 | England Volleyball Association                                              |      |
| ESP  | Spanien                 | Real Federación Española de Voleibol                                        |      |
| EST  | Estland                 | Eesti Võrkpalli Liit                                                        |      |
| FER  | Färöer                  | Flogbóltssamband Føroya                                                     |      |
| FIN  | Finnland                | Suomen Lentopalloliitto R. Y.                                               |      |
| FRA  | Frankreich              | Fédération Française de Volley-Ball                                         |      |
| GEO  | Georgien                | Sakartwelos prenburtis pederazia                                            |      |
| GER  | Deutschland             | Deutscher Volleyball-Verband                                                |      |
| GIB  | Gibraltar               | Gibraltar Volleyball Association                                            |      |
| GRE  | Griechenland            | Elliniki Omospondia Petosferisis                                            |      |
| GRL  | Grönland                | Kalaallit Nunaanni Volleyballertartut Kattuffiat                            |      |
| HUN  | Ungarn                  | Magyar Röplabda Szövetség                                                   |      |
| IRL  | Irland                  | Volleyball Association of Ireland                                           |      |
| ISL  | Island                  | Blaksamband Íslands                                                         |      |
| ISR  | Israel                  | Igud HaKadur'af BeIsrael                                                    |      |
| ITA  | Italien                 | Federazione Italiana Pallavolo                                              |      |
| KOS  | Kosovo                  | Federata e Volejebollit e Kosovës                                           |      |
| LAT  | Lettland                | Latvijas Volejbola federācija                                               |      |
| LIE  | Liechtenstein           | Liechtensteiner Volleyball Verband                                          |      |
| LTU  | Litauen                 | Lietuvos tinklinio federacija                                               |      |
| LUX  | Luxemburg               | Fédération Luxembourgeoise de Volleyball                                    |      |
| MKD  | Nordmazedonien          | Odbojkarska federacija na Makedonija                                        |      |
| MLD  | Moldau                  | Federația de Volei din Republica Moldova                                    |      |
| MLT  | Malta                   | Malta Volleyball Association                                                |      |
| MNE  | Montenegro              | Odbojkaški Savez Crne Gore                                                  |      |
| MON  | Monaco                  | Fédération Monégasque de Volley-Ball                                        |      |
| NED  | Niederlande             | Nederlandse Volleybal Bond                                                  |      |
| NIR  | Nordirland              | Northern Ireland Volleyball Association                                     |      |
| NOR  | Norwegen                | Norges Volleyballforbund                                                    |      |
| POL  | Polen                   | Polski Związek Piłki Siatkowej                                              |      |
| POR  | Portugal                | Federação Portuguesa de Voleibol                                            |      |
| ROM  | Rumänien                | Federația Română de Volei                                                   |      |
| RUS  | Russland                | Wserossijskaja federazija wolejbola                                         |      |
| SCO  | Schottland              | Scottish Volleyball Association                                             |      |
| SLO  | Slowenien               | Odbojkarska zveza Slovenije                                                 |      |
| SMR  | San Marino              | Federazione Sammarinese Pallavolo                                           |      |
| SRB  | Serbien                 | Odbojkaški savez Srbije                                                     |      |
| SUI  | Schweiz                 | Swiss Volley                                                                |      |
| SVK  | Slowakei                | Slovenská volejbalová federácia                                             |      |
| SWE  | Schweden                | Svenska Volleybollförbundet                                                 |      |
| TUR  | Türkei                  | Türkiye Voleybol Federasyonu                                                |      |
| UKR  | Ukraine                 | Federazija wolejboly Ukrajiny                                               |      |
| WAL  | Wales                   | Volleyball Wales                                                            |      |